# 锦州南站
锦州南站是位于中华人民共和国辽宁省锦州市太和区松山街道的铁路车站，经过铁路为京哈铁路（秦沈客运专线），建于2003年，由沈阳铁路局锦州车务段管辖。车站目前是秦沈客运专线客流最高和停靠车次最多的中间站。现有列车100余对，可直达北京、上海、广州等城市。新站房于2012年11月投入使用。

## 历史
锦州南站始建于2003年。由于锦州南站离市区较远，且往返市区的客流量较大，交通趋于不便。为解决该问题，在锦州市“十二五”交通工程规划期间，车站于2011年开始改造，由中铁九局承建，新站房于2012年11月投入使用。2017年，锦州南站公路客运枢纽主体工程竣工。

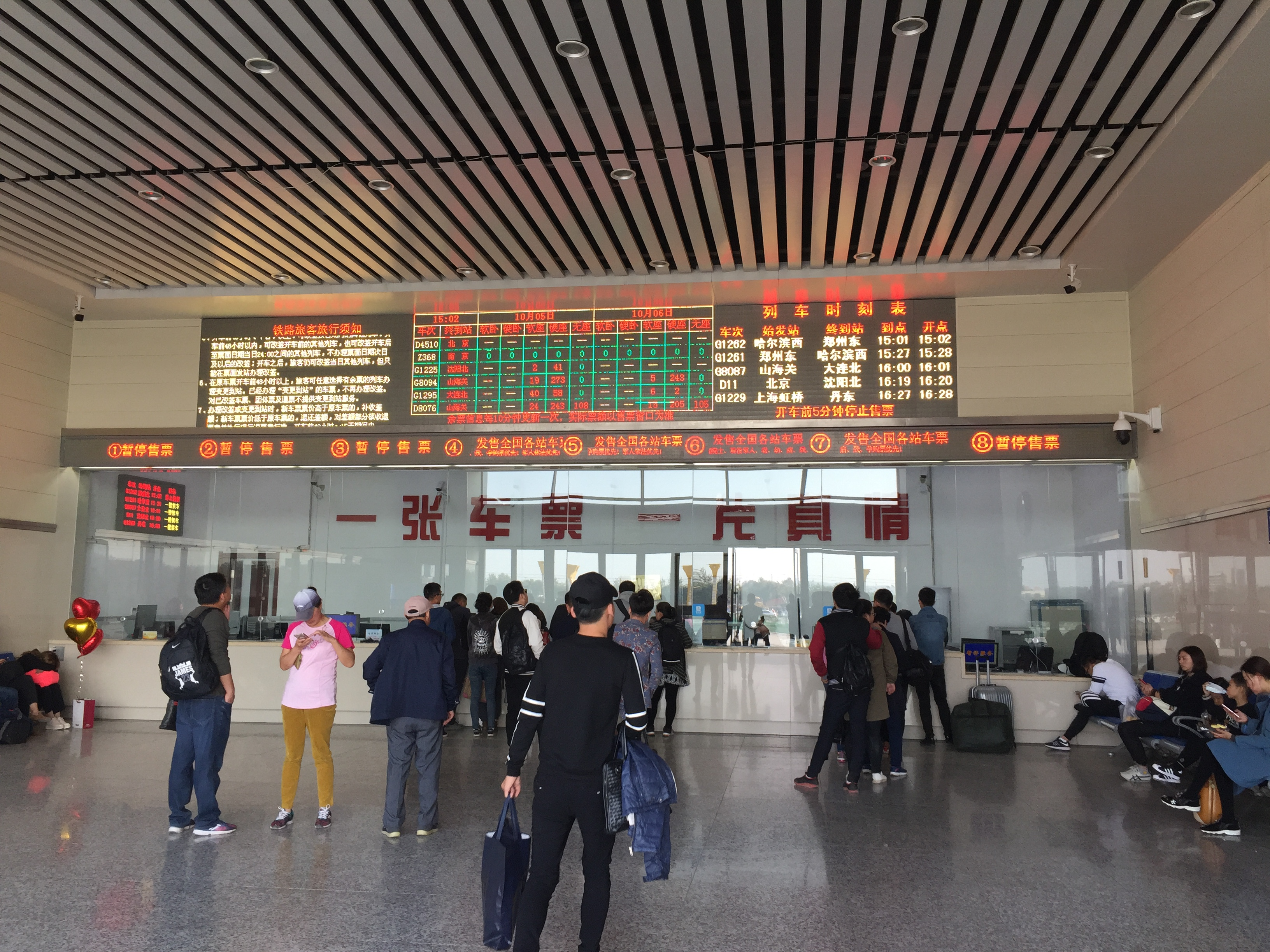
锦州南站售票处
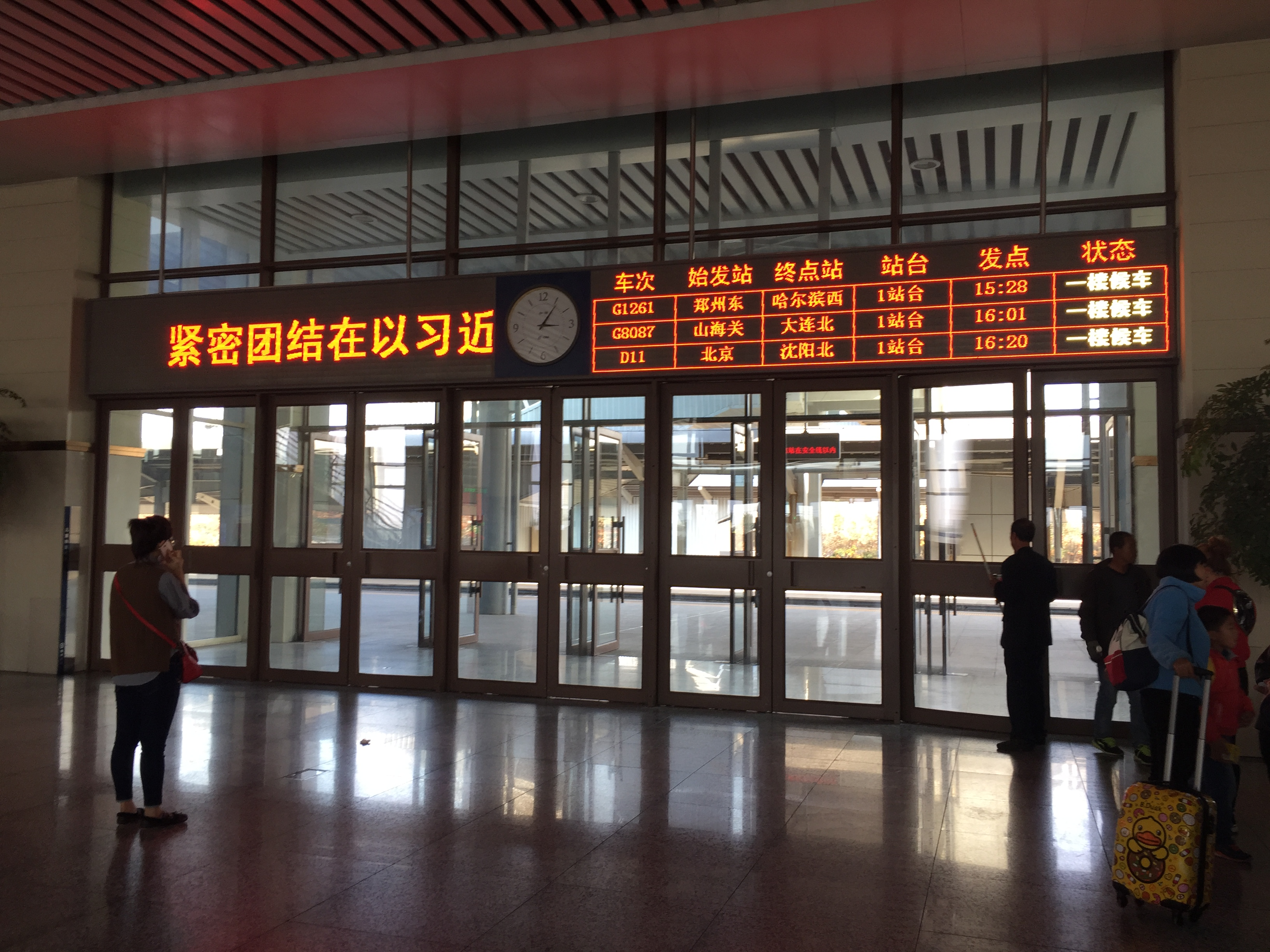
锦州南站检票口
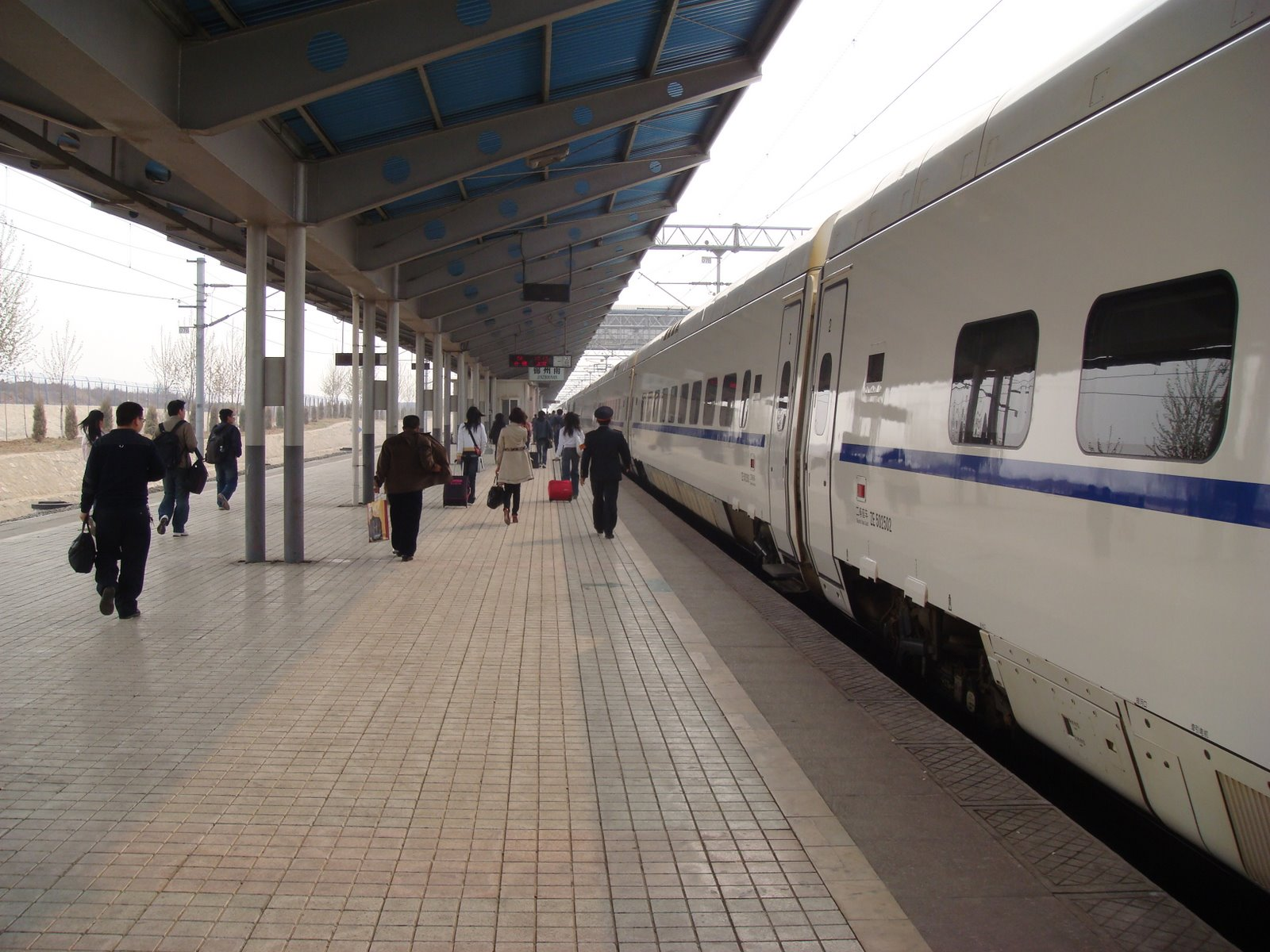
锦州南站站台（2008年）
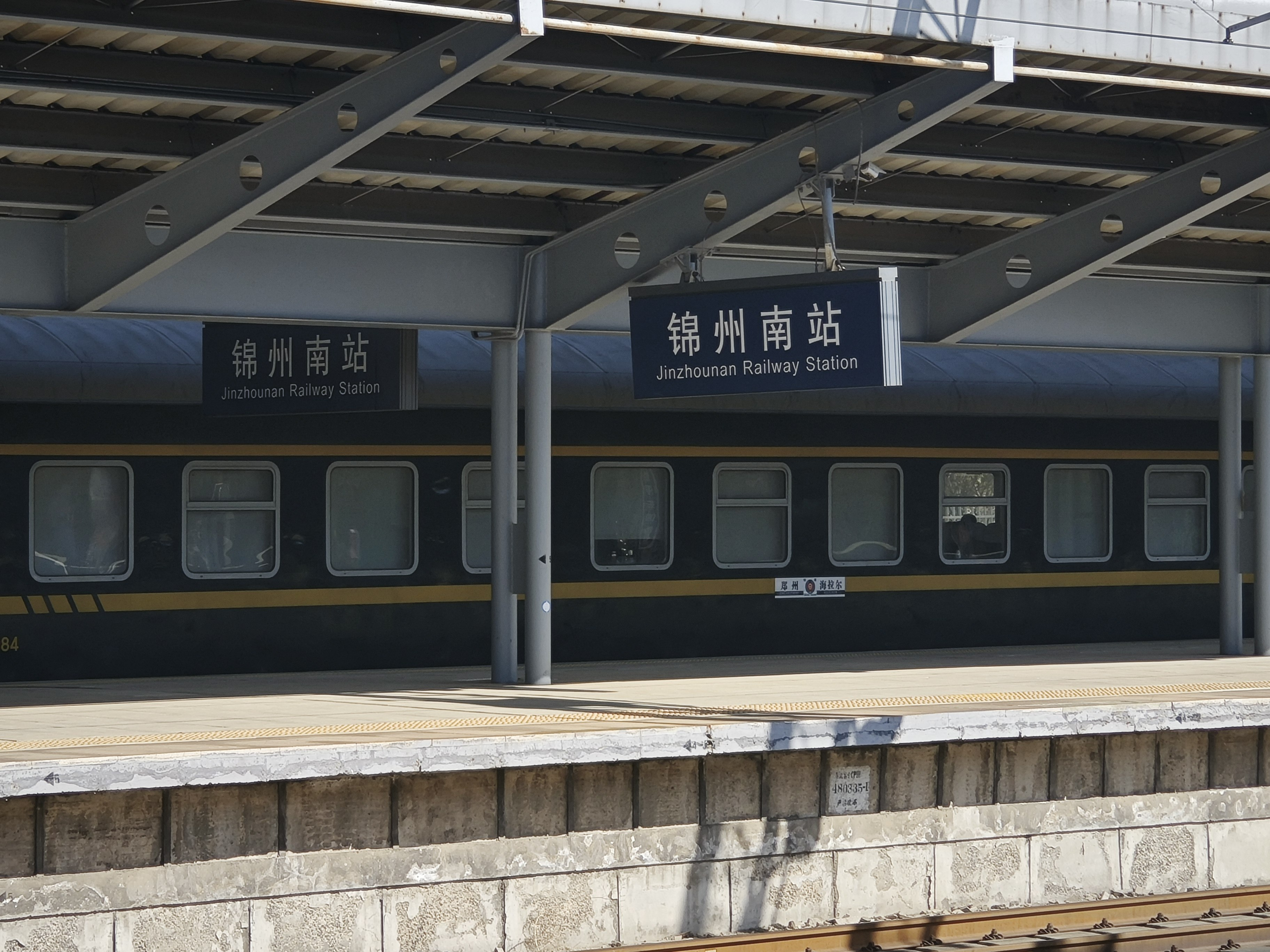
锦州南站站台（2025年）
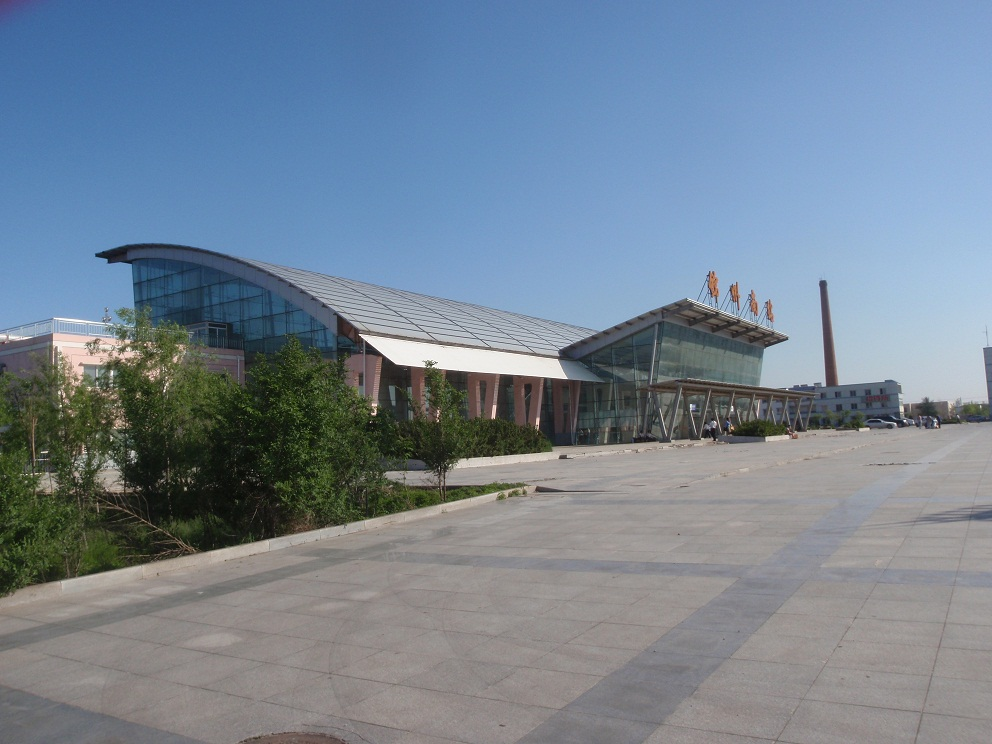
锦州南站旧站房